# Баранувка (Люблінське воєводство)
Баранувка (пол. Baranówka) — село в Польщі, у гміні Любартів Любартівського повіту Люблінського воєводства.
Населення — 279 осіб (2011).

## Демографія
Демографічна структура станом на 31 березня 2011 року:
|          | Загалом | Допрацездатний вік | Працездатний вік | Постпрацездатний вік |
| -------- | ------- | ------------------ | ---------------- | -------------------- |
| Чоловіки | 132     | 21                 | 99               | 12                   |
| Жінки    | 147     | 19                 | 97               | 31                   |
| Разом    | 279     | 40                 | 196              | 43                   |